# Биленкин, Дмитрий Александрович
Дми́трий Алекса́ндрович Биле́нкин (21 сентября 1933, Москва, СССР — 28 июля 1987, там же) — советский писатель-фантаст, литературный критик и журналист, член Союза писателей СССР (1975), член редколлегии сборника «НФ», лауреат премии имени Ивана Ефремова (1988, посмертно). Участник творческого коллектива Павла Багряка, описанного им в рассказе «Человек, который присутствовал» (1971). Произведения переводились на английский, немецкий, польский, французский, вьетнамский, японский языки.

## Биография
Родился и жил в Москве. Отец будущего писателя Александр Семёнович Биленкин — инженер-строитель, в 1941 году пошёл добровольцем на фронт, был ранен, попал в плен, после освобождение войсками союзников из концлагеря остался за границей и до самой смерти в 1961 году так и не увиделся с сыном.
Дмитрий Биленкин вступил в КПСС в 1963 году, член Союза писателей СССР с 1975 года. Основную сферу своих научных интересов выбрал ещё в школе. Профессиональную биографию начал как геохимик, окончив геологический факультет Московского государственного университета в 1958 году. Участвовал в нескольких геологических экспедициях, работал в Средней Азии и Сибири. Одновременно, с 1959 года, пришло увлечение научной журналистикой, началось сотрудничество с газетой «Комсомольская правда» (в качестве научного корреспондента выпускал «Клуб любознательных»), журналом «Вокруг света» (в качестве научного редактора).
Творческий дебют автора состоялся в 1958 году — рассказ «Откуда он?». Тогда же определилась доминирующие в творчестве писателя жанровые формы — рассказ и лаконичная повесть. В его ранних произведениях заметно тяготение к традиционной для 1960-х годов естественнонаучной фантастике, которое позже уступает интересу к человеку, его возможностям, нюансам психологии. В начальном периоде творчества многое в деятельности писателя определялось идеей просветительства. В это время в его творчестве доминирует интерес к новым и новейшим научно-техническим открытиям, технологиям, важнейшим из которых ему видится выход человека в космос. Именно в ближнем и дальнем окружении Земли часто разворачивается действие его рассказов и повестей, а в основе их сюжетов лежат, преимущественно, научно-фантастические гипотезы — эффекты, которые оказывает гравитация, сверхсветовые скорости, проблема контакта с инопланетным разумом и т. п. В названном ключе создавались произведения, вошедшие в сборники «Марсианский прибой», «Проверка на разумность» и другие — «Зримая тьма», «Грозная звезда», «Ничего, кроме льда», «Как на пожаре».
Вместе с тем уже в некоторых ранних произведениях писателя заметно стремление к углублённому решению психологических проблем. К концу 1970-х годов это направление становится в его творчестве доминирующим. Он обращается к вопросам экологии природы и экологии человека. Экспериментирует с идеей возможности «пересадки» человеческого разума животному («Город и Волк»), размышляет над тем, что будет, если «стереть совесть» в сознании ребёнка («Операция на совести»). Лучшим достижением этого периода стал цикл о Полынове («Приключения Полынова»), который путешествует по Земле и планетам Солнечной системы, разгадывая тайны природы, секреты мироздания, вступая при необходимости в борьбу с заговорщиками и тайными врагами человечества. Полынов — интеллектуал, учёный-психолог, и в своих действиях руководствуется открытиями и достижениями психологии, а не сверхъестественными способностями или техническими средствами будущего (этого персонажа можно назвать предшественником доктора Павлыша, любимого героя Кира Булычёва). В цикл вошли три повести: «Десант на Меркурий» (1967), «Космический бог» (1967), «Конец закона» (1980). К ним примыкает повесть «Сила сильных» (1985), в которой действует уже не Полынов, а его потомок. В целом содержание этих произведений можно охарактеризовать следующим образом: «истинные творческие искания, в результате которых побеждает человеческий разум и доброта».
В последние двадцать с лишним лет жизни Биленкин выступал как профессиональный писатель и критик научной фантастики, активно пропагандировавший возможности и достоинства этого рода литературы.
Кир Булычёв написал о Биленкине:

Он стал писать фантастические рассказы, потому что для него это был «действенный способ» говорить о Земле, о её сути и её судьбе. Он всегда современен в своих книгах; где бы ни происходило там действие — в дальних галактиках или далёких временах, он говорил о нашем дне и нашей планете. Став учёным, потом журналистом, потом писателем, Биленкин остался русским просветителем, обращавшимся не только к разуму, но и к совести читателя.— Сайт «Русская фантастика». Д. Биленкин

## Циклы произведений, романы, повести, рассказы, статьи и эссе
- В творческом наследии Д. А. Биленкина сто двадцать пять рассказов, в их числе почти нет проходных, кроме, он успел опубликовать при жизни большой фантастический роман, четыре повести, а также более трёхсот научно-популярных статей, эссе, очерков, сборников, заметок, рецензии, интервью и прочие произведения, ждёт издания автобиографическая повесть «Река Гераклита», над которой он работал в последние годы жизни[2]:
- Погубит ли Солнце Землю?, 1964
- Десант на Меркурий, 1966
- Космический бог, 1967
- Конец закона, 1977
- Сила сильных, 1985
- Дары двух наук, 1960
- Пустыня жизни, 1983
- Нам нужна такая техника, 1960
- Звездолётам бороздить космос, 1962

## Комментарии
1. ↑  «Можно разбудить научного журналиста среди ночи; он — если он настоящий журналист! — сразу поймёт объяснение конструкции свеклоуборочного комбайна, выкажет знакомство с проблемами генетических болезней и поделится с вами последними новостями астрофизики» Архивная копия от 19 сентября 2018 на Wayback Machine: цитата из рассказа «Преимущество широты» (1967), где в образе репортёра Андрея угадывается сам автор.